# Flächenkraftwerk
Im Gegensatz zu klassischen Großkraftwerken beruht die Funktionsweise eines Flächenkraftwerkes auf der intelligenten Vernetzung von ganz unterschiedlichen dezentralen Energieanlagen zu einem regionalen, steuerbaren und physikalischen Verbund. Ein solcher Verbund kann aus Energie-Erzeugern auf Basis von Erneuerbaren Energien, Energiespeichern und auch industriell-/ gewerblichen Verbrauchern bestehen.
Ein Vorteil ist hierbei, dass weit über 90 % der kleinen und mittleren Kraftwerke, die auf Basis Erneuerbarer Energien arbeiten, auf der sogenannten Stromverteilnetz-Ebene angeschlossen sind. Orts- und Stadtnetze sind dabei besonders im Fokus, da dort auch die vielen Erzeugungsanlagen im Privatbereich liegen, beispielsweise Photovoltaikanlagen auf Dächern von Privatgebäuden. Auch die zunehmende Elektromobilität mit ihrem enormen Bedarf an Ladepunkten und verfügbarer elektrischer Leistung stellt diese Netzebenen vor große Herausforderungen. Im Gegensatz hierzu haben die Übertragungsnetze auf der Höchstspannungsebene die Aufgabe, die Erzeugungsleistung von großen Kraftwerken oder Offshore-Windparks aufzunehmen und größere Distanzen von Punkt zu Punkt zu überbrücken.

## Realisierung

Strom Verteilnetz

Flächenkraftwerke produzieren zwar selbst keinen Strom mit eigener Technik, aber sie koordinieren Einspeisung und Verbrauch in regionalen Netzabschnitten. Dazu werden unterschiedliche Energieerzeuger und Energieverbraucher sowie vorhandene Speicherkapazitäten datenbasiert zu einem Verbundsystem vernetzt. Das dadurch entstehende Netzwerk vereinigt Anlagen unterschiedlichen Typs wie z. B. Wasserkraftwerke, Windparks, Photovoltaikanlagen, Biogasanlagen oder Blockheizkraftwerke. Dabei ist es nicht so wichtig, ob es sich bei der eingebundenen Anlage um einen ganzen Windpark oder um eine kleine, private Photovoltaikanlage handelt. Wichtig ist das präzise Zusammenspiel der einzelnen Komponenten durch eine zentrale, verteilnetzübergreifende Steuerung. So entsteht aus vielen einzelnen Energieanlagen ein „physikalisch“ wirksames Flächenkraftwerk.
Eine andere Ausprägung sind sogenannte „Virtuelle Kraftwerke“, die im Wesentlichen die Vermarktung des Stroms sowie die Bereitstellung von Systemdienstleistungen über die Koppelpunkte der Übertragungsnetze zum Ziel haben.
Das Flächenkraftwerk ermöglicht die regionale, lokale Steuerung von sogenannten Residuallasten, d. h. mögliche Schwankungen in der dargebotsabhängigen (fluktuierenden) Stromproduktion bei heute überwiegend stochastischen Lasten auszugleichen, noch bevor sie das öffentliche Stromnetz aus der Balance bringen.
Flächenkraftwerke leisten so einen wichtigen Beitrag zur Erhöhung der regionalen Energie- und Versorgungssicherheit beim Umbau der Stromnetze auf überwiegend erneuerbare Energieträger.

## Ausblick
In Zukunft wird den Energiespeichern eine immer bedeutendere Rolle beim Ausbalancieren der Schwankungen im Verteilnetz zufallen. Um genügend Reserveleistung mit unterschiedlichen Regelleistungsarten – also Leistung zum Ausgleich von zum Teil sehr kurzen Schwankungen – innerhalb des Verbundes bereitzustellen, können Flächenkraftwerke auf die dezentralen Speicherkapazitäten im Netzgebiet zurückgreifen. So können beispielsweise auch private Betreiber von Photovoltaikanlagen nicht nur ihre Module, sondern auch ihre Batteriespeicher in einem solchen Flächenkraftwerk einbringen. Dadurch können dann auch ultra-kurzfristige System-Schwankungen, die sich in der kritischen Versorgungsqualität widerspiegeln, ausgeglichen werden.
Ein Beispiel: An einem windigen Tag steht viel Leistung der eingebundenen Windkraftanlagen zur Verfügung, möglicherweise so viel, dass das Netz die Energiemenge nicht aufnehmen und weiter verteilen kann (Netzengpass). Damit die CO2-freie Energieerzeugung aus dem Windpark nicht abgeriegelt wird und ungenutzt bleibt, kann die Koordination mit einem flexiblen Stromverbraucher, wie z. B. einem Kühlhaus über ein Signal zur Energieaufnahme die klimaschädliche Abschaltung verhindern.
Eine wesentliche Voraussetzung für die erfolgreiche Planung und den Betrieb von Flächenkraftwerken ist die vollständige Digitalisierung der Stromnetze, was in der Praxis zunächst einen hohen Grundaufwand bedeutet. Aber Flächenkraftwerke ermöglichen neue Businessmodelle und sind ein wichtiger Schritt in eine CO2-freie Welt, verbunden mit einem sicheren regionalen Energiesystem.